# Luigi Vignando

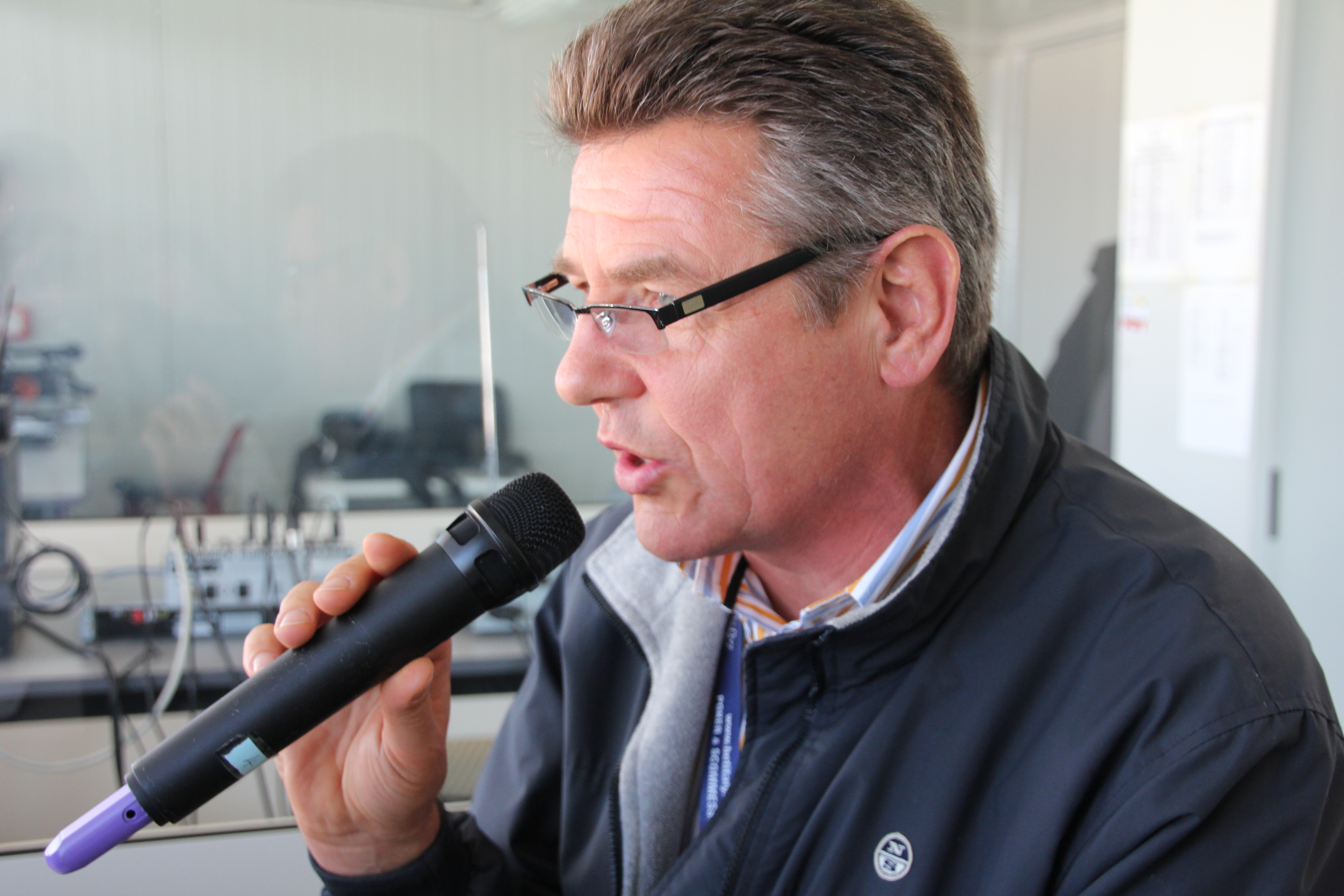
Luigi Vignando

Luigi Vignando (Monza, 28 luglio 1957) è un telecronista sportivo italiano.

## Biografia
Inizia la sua attività giornalistica nel 1982 dedicandosi sin dall'inizio all'automobilismo e al motociclismo. Tale passione lo porta, dal 1988, a diventare lo speaker ufficiale di tutte le corse automobilistiche e motociclistiche che si svolgono all'Autodromo nazionale di Monza, a partire dal campionato Italiano Sport Production (di cui commenta, assieme a Graziano Rossi, anche le gare di un allora sconosciuto Valentino Rossi) sino al campionato Mondiale Superbike.
A partire dal 1984, per sette anni, ricopre il ruolo di speaker del campionato italiano di Formula 3 e, dal 1992 al 1998, ricopre analogo ruolo anche per il Campionato Italiano Turismo e Superturismo.
Un anno dopo fa il suo debutto anche in televisione, commentando per Telemontecarlo e poi su LA7 le qualifiche e le gare del campionato Europeo Turismo. Da appassionato di motociclismo, in questi anni era solito girare l'Europa con diverse moto BMW K1200 LT.
Dal 2004 è stato per 9 stagioni il telecronista di qualifiche e gran premi del campionato Mondiale Superbike trasmessi da LA7, sempre affiancato dall'inviato ai box Fabrizio Calia e, in cabina di commento, prima da Pierfrancesco Chili e poi da Mauro Sanchini. Inoltre dal 2010 al 2012 ha anche condotto Paddock Show, la trasmissione in onda al termine di Gara1 di tutte le tappe europee del mondiale SBK.

### Monza Informa
Durante gli stessi anni del Turismo e dell'attività di speaker per l'Autodromo di Monza, Luigi Vignando avvia un'attività di produzione video all'interno dell'Autodromo di Monza con il nome di Monza Informa. Il centro di video produzione si allarga negli anni, fino ad arrivare a produrre nel 2007 le trasmissioni "Odeon Motori" e "Paddock -Uomini e Corse", entrambe in onda sull'emittente milanese Odeon - Telereporter, ed entrambe condotte in studio dallo stesso Vignando. Durante "Paddock - Uomini e Corse" nasce il sodalizio e l'amicizia con Ezio Zermiani, ospite fisso della trasmissione e opinionista di punta.
"Paddock - Uomini e Corse" termina le trasmissioni nel Novembre 2008.
Nel 2010, al fianco di Ezio Zermiani, intraprenderà la produzione di una nuova trasmissione sui motori: "Alta Velocità". Il nome vuole richiamare l'anello dell'alta velocità che caratterizza nel mondo l'Autodromo di Monza. La trasmissione infatti non viene realizzata in studio come le precedenti, ma negli ambienti dell'Autodromo di Monza: dalla pista di F1, alle Curve dell'Alta Velocità, alle tribune, con il contributo di filmati dal mondo delle corse.
"Alta Velocità" nasce anche in un momento difficile per l'Autodromo di Monza, che è fortemente minacciato dalla possibilità che il Gran Premio di Formula Uno venga trasferito a Roma..
Vignando e Zermiani difendono a spada tratta la causa monzese proprio nei loro interventi in Alta Velocità.
La trasmissione dura un solo anno, ma riscuote comunque un buon successo di pubblico.
L'avventura con Monza Informa non finisce però qui: nel 2012 nasce un nuovo progetto, sempre strettamente legato all'Autodromo di Monza. Si tratta di Monza Race TV una web tv dedicata completamente all'Autodromo Nazionale e alle sue attività: Monza Race TV